# 泉川朱里
泉川 朱里（いずみかわ あかり、1992年10月13日 - ）は、日本のタレント、モデルである。所属事務所はフロンティアコーポレーション→キャストパワー。

## 人物
- 身長157cm、B83cm、W58cm、H84cm。

## 出演

### テレビドラマ
- ドS刑事（2015年4月 - 6月、日本テレビ）
- ハケンのキャバ嬢・彩華（2017年10月16日 - 12月18日、朝日放送[注 1]） - キャバ嬢 役[1]

### WEBドラマ
- ハケンのキャバ嬢・彩華（2017年10月9日 - 12月11日、AbemaTV[注 1]） - キャバ嬢 役

### 映画
- 失恋スプリンター（2010年）
- M（2012年）
- 永井家の彗星・COMET（2013年）
- 海辺の町で（2013年）
- 4/猫 ねこぶんのよん「一円の神様」（2015年）
- 愛国女子—紅武士道（2022年） - 内田チエミ 役[2]

### 舞台
- m piece vol.1「消えない炎」（2013年）
- 僕と彼女と時々、犯人（2014年）

### バラエティ
- ジャイケルマクソン（2010年、MBSテレビ） - イヤミ課長シリーズ、馬場智明役

### 雑誌
- アモロスヘアカタログ（2009年）
- スコラマガジン（2010年）
- nissen（2010年）